# Grabado Ramsund
El grabado Ramsund o grabado de Ramsundsberg es una obra de arte de la era vikinga sueca, decorada con dibujos e inscripciones rúnicas en el estilo Pr 1. A diferencia de las runas típicas talladas sobre piedras levantadas, el grabado en cuestión está hecho sobre una gran roca erosionada en la base de una colina junto al estrecho de Ramsund, Suecia. En sueco se lo conoce como "Ramsundsbergets ristningen" ("El grabado, o talla, de la colina de Ramsund") y Sigurdsristningen vid Ramsund ("El grabado de Sigurd junto a Ramsund"). En el catálogo de runas está clasificada como "Södermanlands runinskrifter 101" ("Inscripción rúnica no. 101 de la comarca de Södermanland"), o simplemente "Sö 101". Considerada como una de las más importantes piezas de arte nórdico, se estima que data del año 1040. La longitud del grabado es de 4.7 metros.
La roca se encuentra a unos cincuenta metros del camino que lleva a la granja de Sundbyholm en la aldea de Mora, parroquia de Jäder, entre Torshälla och Strängnäs, municipio de Eskilstuna (Södermanland), al sudoeste de Estocolmo, Suecia, en uno de los brazos del lago Mälaren. Alrededor de la colina se encuentra, según el folclore local, el bosque de hayas más nórdico de Europa.
La roca de Ramsund es una de las llamadas piedras de Sigurd, un conjunto de unas ocho rocas con runas o dibujos sobre la leyenda de Sigurðr Sigmundarson Fáfnisbani (Sigurd, Hijo de Sigmund, Verdugo del Dragón Fáfnir). Partes de esta leyenda aparecen en la Edda Poética, la Edda Prosaica de Snorri Sturluson, Saga de los Volsungos y el Cantar de los nibelungos, así como en el ciclo de óperas El anillo del nibelungo de Richard Wagner. En estas dos últimas obras Sigurðr en nórdico antiguo corresponde al héroe Siegfried («Sigfrido»), en alemán.

## Imágenes del grabado

(Para ver las referencias entrar a la imagen en su tamaño más amplio) El grabado Ramsund en Suecia denota 1) cómo Sigurd está sentado y desnudo frente al fuego preparando el corazón del dragón Fafner para su padre adoptivo Regin, que es el hermano de Fafner. El corazón no está listo todavía, y cuando Sigurd lo toca, se quema y se mete el dedo en la boca. Como ha probado sangre de dragón empieza a entender la canción del ave. 2) Las aves dicen que Regin no cumplirá su promesa de reconciliación y tratará de matar a Sigurd, lo que causa que éste corte la cabeza del primero. 3) Regin yace muerto al lado de su propia cabeza y sus herramientas de herrería con las que forjó la espada de Sigurd, llamada Gram, están esparcidas a su alrededor, y 4) el caballo de Regin está repleto del tesoro del dragón. 5) es el evento previo donde Sigurd mata a Fafner, y 6) muestra a Ódder, del comienzo de la saga. La runa en la cinta (el cuerpo del dragón) es una dedicatoria: "Sigriðr gærði bro þasi, moðiR Alriks, dottiR Orms, for salu HolmgæiRs, faður SigrøðaR, boanda sins", "Sigríðr hizo este puente, madre de Alríkr, hija de Ormr, para el alma de Holmgeirr, padre de Sigrøðr, su esposo (lit. capataz labrador)."

Los detalles de la leyenda que se ven en grabado son los siguientes (por orden de aparición según la numeración del 1 al 6 en la figura):
- Sigurd está sentado y desnudo frente al fuego asando el corazón del dragón Fáfnir para su padre adoptivo Regin (o Reginn), que es el hermano de Fáfnir. El corazón no está listo todavía; cuando Sigurd lo toca, se quema e instintivamente se pone el dedo en la boca. Al probar la sangre mágica del dragón, el joven héroe entiende el canto de los pájaros.
- Un trepador le anuncia a Sigurd la traición de Regin, quien planea envenenarlo y matarlo. Al escuchar esto, el joven le corta la cabeza a su padre adoptivo.
- El herrero Regin yace muerto y decapitado. A su alrededor se ve el martillo, el fuelle, una pinza larga y el yunque con los que Regin volvió a forjar la espada rota Gramr (o Gram), otrora de Sigmund, padre de Sigurd.
- El caballo Grani (o Grane) de Regin, ahora de Sigurd, está atado al árbol desde donde los pájaros le hablan a Sigurd. El dibujo sugiere que el caballo está cargado con el tesoro del dragón.
- Sigurd sorprende al dragón Fáfnir y lo mata con la espada Gramr, atravesándolo desde abajo.
- Muestra a Ódder (u Ótr) al comienzo de la saga. Ódder, el hermano de Regin y Fáfnir, tenía la habilidad de transformarse en una nutria. Su muerte accidental por Loki pone en movimiento la historia del oro del nibelungo Andvari y su anillo maldito.

## Texto del grabado
La cinta que se aparece en el grabado es una dedicatoria que se ha asociado a la familia de Hákon (o Håkon) Jarl, un noble sueco del siglo XI, cuyo clan se radicó en la zona del Mälaren entre Sigtuna y Strängnäs. Aunque la opinión es dividida entre los expertos, algunos creen que este jarl (vasallo, señor feudal lugarteniente a veces traducido como "conde") puede ser el mismo que el jarl de Lade noruego Håkon Eiriksson y/o el jefe varego Yakun, uno de los vikingos suecos que se mencionan en la exploración de Rusia y Ucrania de 1024 (variâgi en eslavo antiguo o Væringjar/väringar en nórdico antiguo, "varangians" en inglés).
La transliteración directa de los caracteres rúnicos es la siguiente:
siriþr : kiarþi : bur : þąsi : muþiR : alriks : tutiR : urms : fur * salu : hulmkiRs : faþur : sukruþaR buata * sis *.
Usando las vocales y consonantes del nórdico antiguo, se presentan dos versiones:
1) en sueco antiguo (nórdico antiguo oriental)
Sigriðr gærði bro þąsi (‘þannsi’), moðiR Alriks, dottiR Orms, for salu HolmgæiRs, faður SigrøðaR, boanda sins.
2) en nórdico antiguo occidental:
Sigríðr gerði brú þessa, móðir Alríks, dóttir Orms, fyrir sálu Holmgeirs, fôður Sigrøðar, bónda síns.
Traducción: "Sigríðr hizo este puente, madre de Alríkr, hija de Ormr, para el alma de Holmgeirr, padre de Sigrøðr, su esposo." (La palabra esposo aquí es literalmente "capataz labrador").
La interpretación de estas palabras ha sido objeto de debate. Una traducción muy difundida (pero incorrecta) es que Holmgeirr ("Holmger") es el difunto esposo de Sigríðr ("Sigrid") y el padre de Sigrøðr ("Sigurðr" o "Sigurd"). En realidad, la gramática de esta frase no hace posible de discernir si Holmgeirr o Sigrøðr es el esposo de Sigríðr. Por otro lado, utilizando otras piedras asociadas a la familia de Håkon Jarl en la misma región, surge una interpretación diferente que se cree más correcta: Sigríðr fue la esposa de Sigurðr, como se explica abajo.

## Otras dos piedras rúnicas asociadas al grabado de Ramsundsberg
En primer lugar, se encuentra la runa U617 en "Bro kyrka" en Upplands-Bro, Uppland, unos 60 km al noreste de Ramsund del otro lado del lago Mälar, en la región de Sigtuna, que contiene otra inscripción levantada por una mujer para honrar a un hombre en exactamente la misma época. Ésta describe claramente a Sigrøðr como hijo de Holmgeirr:
Ginnlaug, HolmgæiRs dottiR, systiR SygrøðaR ok þæiRa Gauts, hon let gæra bro þessa ok ræisa stæin þenna æftiR Assur, bonda sinn, son HakonaR iarls. SaR vaR vikinga vorðr með Gæiti(?). Guð hialpi hans nu and ok salu.
Traducción: "Ginnlaug (o Ginnlög), hija de Holmgeirr, hermana de Sigrøðr y Gautr (o "Göt"), ella ordenó hacer este puente y levantar esta piedra en honor a Assur ("Ôzurr"), su esposo, hijo del Jarl Hákon (o Håkon). Él fue un vikinga vorðr junto con Geiti (o Geter). Dios ayude ahora su espíritu y alma."
No está claro qué es "vikinga vorðr" en este contexto, ya que la palabra vorðr significa "guardián", "jefe o caudillo", "vigía". Algunos autores opinan que la piedra identifica a Assur como un "caudillo vikingo" en las campañas de Inglaterra. 
En particular, Askeberg describe a la piedra de Upplands-Bro como: "Den enda kompletta runstenstexten med ordet viking", "El único texto completo de una piedra rúnica con la palabra vikingo ". La mayoría considera sin embargo que es más probable que, en este contexto, "vikinga vordr" significa aquí "landvärnare mot vikingar" es decir, "un líder de la defensa costera contra los vikingos (invasores externos contra el Mälaren)". Estos autores consideran que Assur cayó en lucha con otro personaje histórico: Sven Tveskägg.
Por otro lado, existe otra piedra (runa Sö 106 en Kjula, 8 km al sur de Ramsund) levantada por Alríkr, hijo de Sigríðr, y dedicada a Spjut, su padre:
AlrikR ræisti stæin, sun SigriðaR, at sinn faður Spiut, saR vestarla um vaRit hafði, borg um brutna i ok um barða, færð hann karsaR kunni allaR.
Traducción: "Alríkr levantó la piedra, hijo de Sigríðr, en honor a su padre Spjut. Él había estado en el oeste, donde triunfó y destruyó castillos; conocía todo sobre el arte de las fortificaciones."
En resumen, de acuerdo a la runa U617, Sigríðr fue la esposa de Sigrøðr; Ginnlög es por lo tanto cuñada de Sigríðr, y Holmgeirr es el suegro de esta última. En consecuencia, el grabado Sö 101 sugiere que Sigríðr es viuda de Sigrøðr y por eso es ella quien debe conmemorar la muerte de su suegro Holmgeirr en reemplazo de Sigrøðr, hijo de Holmgeirr, quien no puede honrar a su padre pues ha muerto antes que él. Por otro lado, la piedra Sö 106 indicaría que Sigrøðr no es el padre de Alríkr, sino que probablemente es el segundo esposo de Sigríðr. Otros autores han especulado sin embargo que Sigrøðr y Spjut pueden ser la misma persona.
La opinión general es que la leyenda de Sigurd aparece en la roca de Ramsund por asociación con el esposo de Sigríðr, cuyo nombre Sigrøðr es la forma original de "Sigurðr".

## El puente y terraplén sobre Ramsund
El texto menciona que la roca estaba asociada a un puente. La tradición de construir un puente y dedicarlo el alma de un muerto se menciona en varias runas suecas. Naturalmente, la construcción un puente siempre ha sido un trabajo extraordinario y por lo tanto sirve para celebrar también al responsable de su ejecución. En este caso particular, existe en las cercanías de la roca de Ramsundsberg las ruinas de la base de un puente primitivo medieval sobre el arroyo que corre por Ramsund ("sund" significa "estrecho o pequeño brazo de agua" en sueco). La sección que se conserva hoy es básicamente un terraplén para sostener el camino que se acerca al curso de agua. Se estima que ese puente fue importante para cruzar Ramsundsån ("el arroyo de Ramsund"), que si bien no es hoy un paso imponente, tenía tres o cuatro metros más de profundidad en la época vikinga.